# Pāvilosta
Pāvilosta (niem. Paulshafen) – miasto w zachodniej Łotwie. Pierwsza informacja o mieście pochodzi z 1253 r. W latach 2009–2021 siedziba novadsu Pāvilosta.